# Otomops martiensseni
Otomops martiensseni (Гигантская большеухая летучая мышь-бульдог) — вид летучих мышей семейства Molossidae, обитающий в Африке. Это один из трёх видов рода Otomops, встречающихся в Африке, и один из двух, проживающих на материковой части Африки.

## Описание

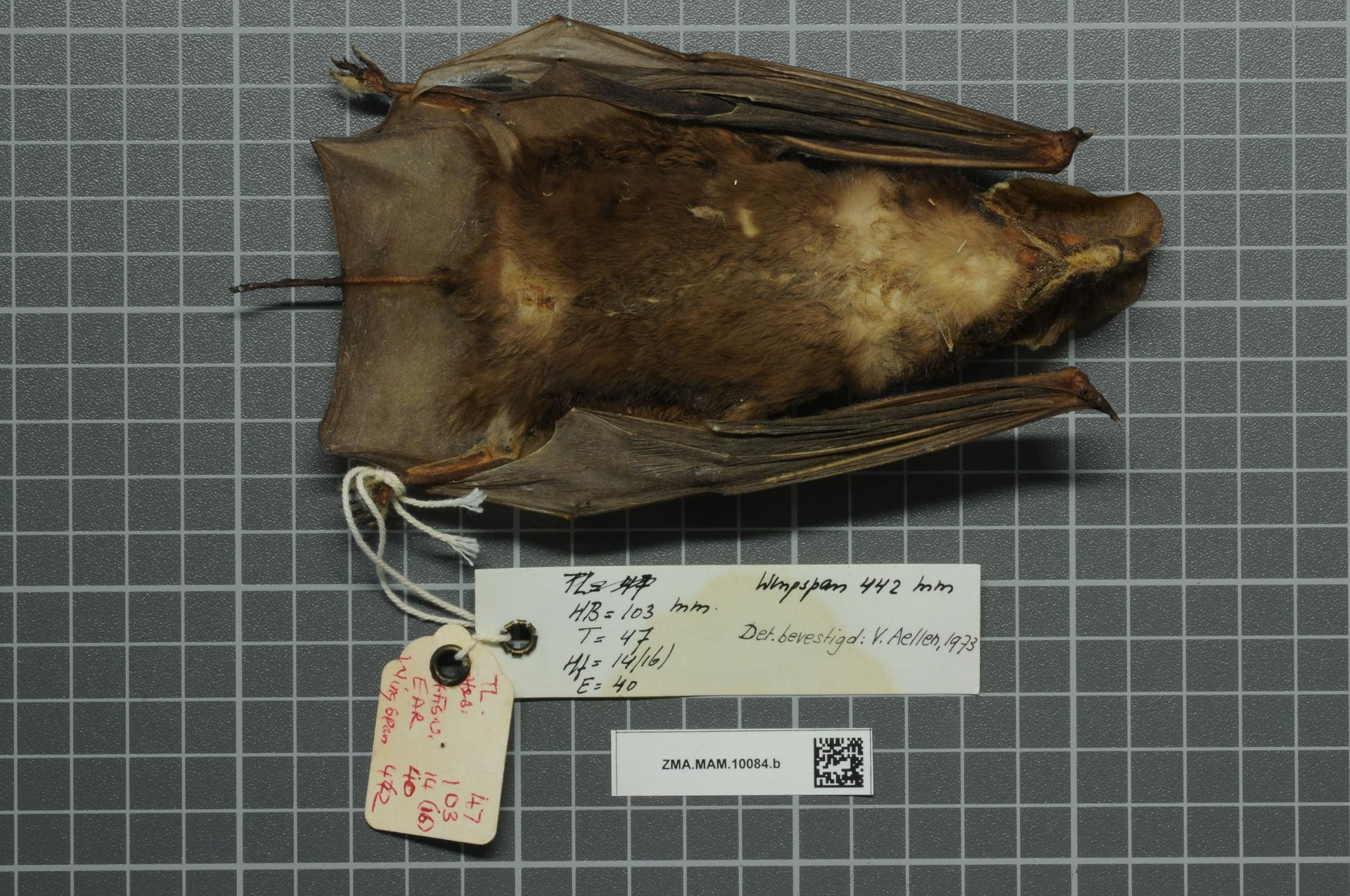
Образец в Центре биоразнообразия Naturalis

Гигантская ушастая летучая мышь-бульдог является крупнейшим представителем рода Otomops, её длина предплечья составляет 62-73 мм, а вес — 22,2-33,4 г. Уши очень большие, длиной около 40 мм, соединены друг с другом над мордой удлинённым горбообразным выступом. Между первым и вторым премолярами имеется щель, что отличает этот вид от видов Otomops из Азии.
По сравнению с другими видами рода Otomops большеухий гигантский бульдог кажется более стройным. Хвост выступает из-под хвостовой мембраны на 33-42 мм. Ушная раковина изборождена, как выпуклость. Козелок и противокозелок отсутствуют; Однако его функция полностью заменяется лоскутом кожи. Верхняя губа имеет множество мелких морщин и образует мясистые карманы по бокам. И у самцов, и у самок на горле имеется кожный карман, в котором находятся пахучие железы. Однако у самцов сумка развита сильнее, чем у самок.
Мех короткий и шелковистый, на спине обычно тёмно-коричневый, на плечах — светлый, часто беловатый воротник. Живот окрашен так же, как и спина, но у некоторых особей может быть светлее. Светлая полоса проходит по задней части тела от плеча до колена.

## Образ жизни
Как и большинство летучих мышей, большеухий гигантский бульдог ведёт ночной образ жизни и питается насекомыми. Во время полёта этот вид издаёт эхолокационные звуки в диапазоне 10-17 кГц, поэтому их слышит человек. Otomops martiensseni встречается в самых разных местах обитания и может совершать длительные миграционные перелёты в засушливых районах, чтобы найти достаточно пищи в сухой сезон. У этого вида относительно узкие крылья, поэтому он быстро летает.
Животные обычно проводят день в пещерах, где они находятся в тесном физическом контакте друг с другом группами до нескольких сотен особей. Вид предпочитает тёмные углы пещер, в которых воздухообмен относительно слабый. В Кении этот вид известен по двум лавовым пещерам, где он встречался либо вместе с подковоносыми и летучьей мышью Triaenops persicus, либо как единственный вид летучих мышей. Гуано летучих мышей, производимое животными, добывалось (и частично до сих пор добывается) в коммерческих целях и продавалось на чайные и кофейные плантации. Связанное с этим прямое нарушение и влияние на микроклимат привели к полному исчезновению животных по крайней мере в одной из двух лавовых пещер (у щитового вулкана Сусва). Другим колониям угрожает туризм и блокирование въездов. Этот вид распространён только в окрестностях южноафриканского города Дурбан.
Хотя у самок большеухого гигантского бульдога, как и у других млекопитающих, два яичника, левый, по-видимому, постоянно атрофирован и, следовательно, нефункционален. Исследования показывают, что у всех обследованных беременных самок плод располагается в правом роге матки. Период беременности длится около трёх месяцев, после чего самки рожают одного детёныша, обычно в декабре.

## Распространение и среда обитания
Большеухий гигантский бульдог встречается к югу от Сахары, от восточного побережья Африки до Кот-д’Ивуара на западе и до Зимбабве на юге. Отсутствуют в Республике Конго, Габоне и Экваториальной Гвинее. В Южной Африке он были обнаружены только вблизи города Дурбан. МСОП классифицирует его как вид, близкий к уязвимому положению.